# Ferdinand von Richthofen

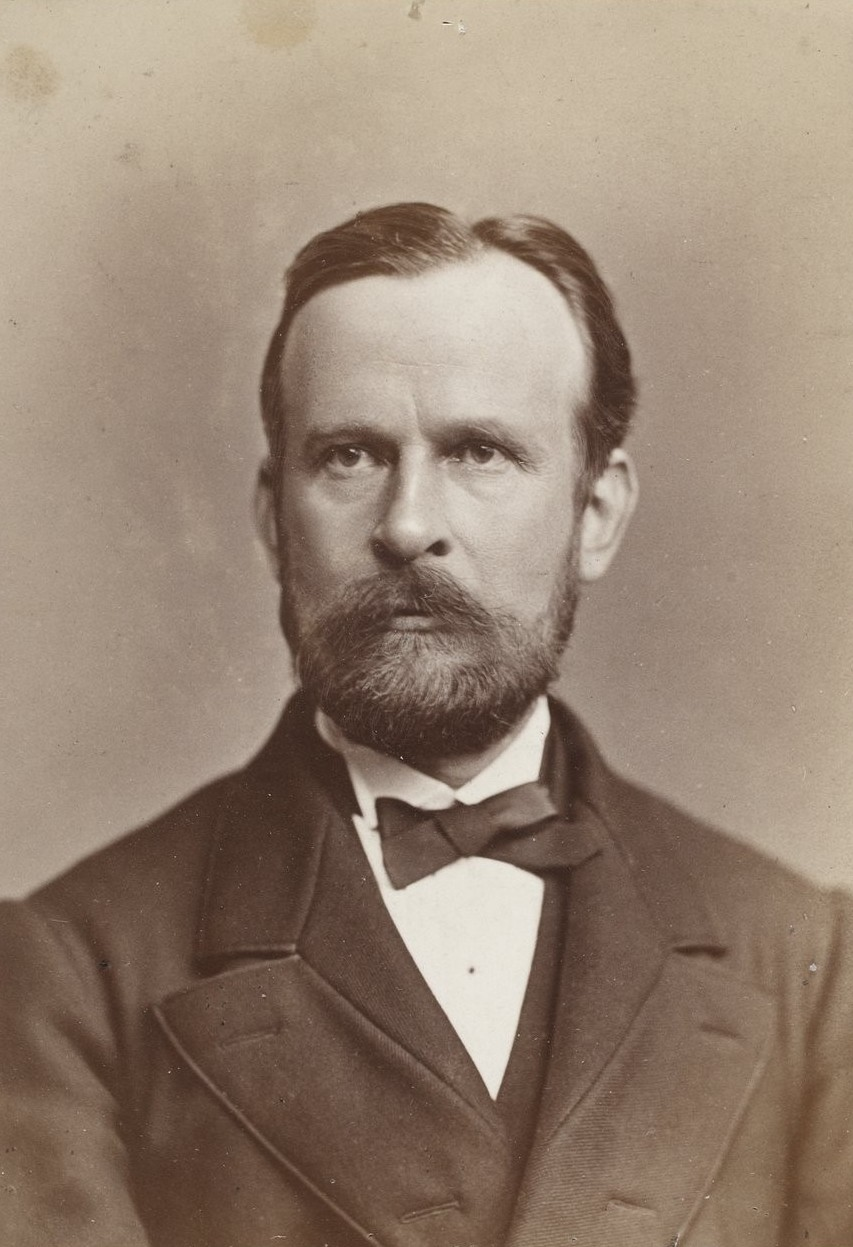
Ferdinand von Richthofen, 1880

Ferdinand Paul Wilhelm Freiherr von Richthofen (* 5. Mai 1833 in Carlsruhe, Landkreis Oppeln, Provinz Schlesien; † 6. Oktober 1905 in Charlottenburg) war ein bedeutender deutscher Geograph, Kartograph und Forschungsreisender aus dem Adelsgeschlecht der Richthofen. Er gilt als Begründer der modernen Geomorphologie und prägte in seinen Studien über das Kaiserreich China den Begriff „Seidenstraße“. Nach ihm wurde das ehemalige Richthofengebirge, heute Qilian Shan, benannt.

## Leben
Seine Eltern waren Karl von Richthofen (1801–1874) und Ferdinande von Kulisch (1807–1885), die vor ihrer Heirat 1828 als „Nanny von Kulisch“ Hofdame am herzoglich württembergischen Hof zu Carlsruhe (Oberschlesien) gewesen war und eine Biografie von Ferdinands Bruder, dem 1873 exkommunizierten Domkapitular Carl Freiherr von Richthofen (1832–1876), verfasste.
Richthofen studierte Geologie in Breslau und Berlin. Er promovierte 1856 und arbeitete zunächst als Geologe. Er führte 1856 bis 1860 geologische Untersuchungen in Südtirol (Alpen) und Siebenbürgen (Karpaten) durch. Dabei war er an der von Franz von Hauer geleiteten Übersichtsaufnahme beteiligt, die eine umfassende geologische Beschreibung Siebenbürgens (1863 publiziert) mit einer Übersichtskarte (1861 veröffentlicht) erbrachte und lange als Standardwerk galt.
Schwerpunkt seiner Tätigkeit als Forschungsreisender war eine zwölfjährige Reise von 1860 bis 1872, die ihn nach Asien und Nordamerika brachte. Als Teilnehmer der von Friedrich Albrecht zu Eulenburg geleiteten preußischen Ostasienexpedition besuchte er von 1860 bis 1862 zunächst Ostasien, genauer Ceylon (Sri Lanka), Japan, Formosa (Taiwan), die Philippinen und Java. Auf Java, wo er den Mediziner und Naturforscher Franz Wilhelm Junghuhn traf, durchreiste er einige bis dahin noch unbekannte Teile der Insel. Als erster Arbeitsschwerpunkt bildete sich in dieser Zeit die Beschäftigung mit Vulkangestein heraus. Anschließend unternahm er eine Landreise von Bangkok nach Moulmein in Burma am Bengalischen Meerbusen. Seinen Plan, von Kalkutta aus quer durch Zentralasien zu reisen, musste er aufgeben.
Er verließ zunächst Asien und arbeitete bis 1868 an vorwiegend geologischen Themen in Kalifornien und in der Sierra Nevada. 1868 kehrte er, finanziert von der Handelskammer von San Francisco, nach Asien zurück. Von Shanghai aus widmete er sich bis 1872 der intensiven Erforschung des Kaiserreiches China. Richthofen durchreiste, zum Teil unter widrigen Bedingungen, 13 der damaligen 18 Provinzen. Durch ihn wurde ein großer Teil Chinas für die westliche Wissenschaft erschlossen. Der Schwerpunkt seiner Untersuchungen verschob sich in China von der Geologie hin zur Geografie. Insbesondere widmete er sich den Zusammenhängen von Gesteinsbau (Stratigraphie), Oberflächenformen (Geomorphologie), Klima, Pflanzen- und Tierwelt, Besiedlung, Wirtschaft und Kultur im Untersuchungsgebiet. Genaue Einzelbetrachtungen fügte er zu einem aussagekräftigen Gesamtbild zusammen. Die Lopingium-Serie des Perm in der Erdgeschichte wurde von ihm erstmals als lithostratigraphischer Begriff eingeführt; später von anderen Autoren als chronostratigraphische Einheit umdefiniert.
In Peking brach er im Oktober 1871 zu seiner letzten Reise auf. Diese Reise führte ihn über Taiyuan entlang des Flusses Fen He nach Xi’an, durch die Qin-Ling- und Daba-Shan-Berge nach Chengdu mit dem Ziel Kanton. Hinter Chengdu wurde die Expedition jedoch überfallen und ausgeraubt. Richthofen entschloss sich zum Abbruch der Reise. Über Luzhou und Chongqing im Roten Becken und danach entlang des Flusses Jangtsekiang erreichte Richthofen über Yichang, Wuhan und Nanjing schließlich Shanghai.
Hauptziel seiner Asienreise war die Erfassung der chinesischen Kohlevorkommen. Mit der genauen Darstellung der einheimischen Wirtschafts- und Bevölkerungsstruktur sollte die in Europa noch unbekannte Region unter den Einfluss der deutschen Wirtschaft gebracht werden.

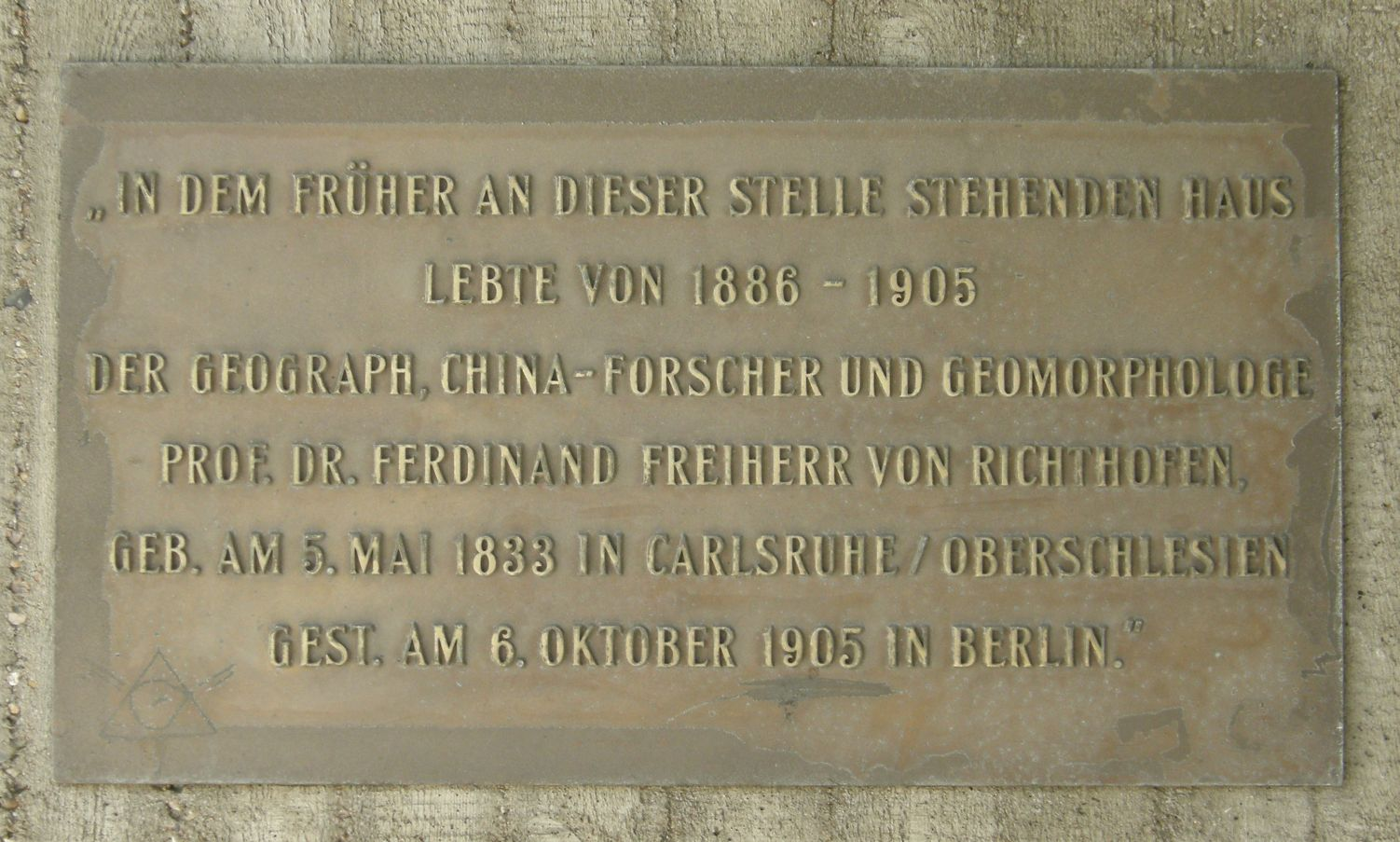
Gedenktafel für Ferdinand von Richthofen an dessen ehemaligem Wohnort in Berlin-Schöneberg

Nach seiner Rückkehr (1872) aus China war Richthofen von 1873 bis 1878 Präsident der Berliner Gesellschaft für Erdkunde. Er setzte sich für eine Ausweitung des deutschen Kolonialreiches nach China ein, unter anderem mit einer an Otto von Bismarck gerichteten Denkschrift.
1875 wurde von Richthofen Professor für Geografie in Bonn, dann ab 1883 in Leipzig Nachfolger von Otto Delitsch und ab 1886 in Berlin. Schüler waren unter anderem Otto Schlüter, Sven Hedin, Alfred Philippson, Arthur Berson, Fritz Frech und Wilhelm Sievers. Auch Alfred Hettner, der sich bei ihm und seinem Nachfolger Friedrich Ratzel 1887 in Leipzig habilitierte, zählt zum Kreis von Ferdinand von Richthofen. 1862 wurde er zum Mitglied der Leopoldina gewählt. Die Bayerische Akademie der Wissenschaften ernannte ihn 1881 zum korrespondierenden Mitglied. 1883 wurde er in die National Academy of Sciences gewählt. Seit 1884 war er ordentliches Mitglied der Königlich Sächsischen Gesellschaft der Wissenschaften. Am 31. Dezember 1894 wurde er als korrespondierendes Mitglied in die Académie des sciences aufgenommen. 1901 wurde er in die American Academy of Arts and Sciences gewählt. Der Richthofen-Pass, ein Gebirgspass im westantarktischen Grahamland, ist nach ihm benannt. Er war Ehrenmitglied des Thüringisch-Sächsischen Vereins für Erdkunde.
Seine wichtigsten Arbeiten sind die Untersuchungen zum geologischen Bau und zur Geografie von China (zum Beispiel seine Arbeiten über die dortigen Steinkohlevorkommen und den asiatischen Löss).

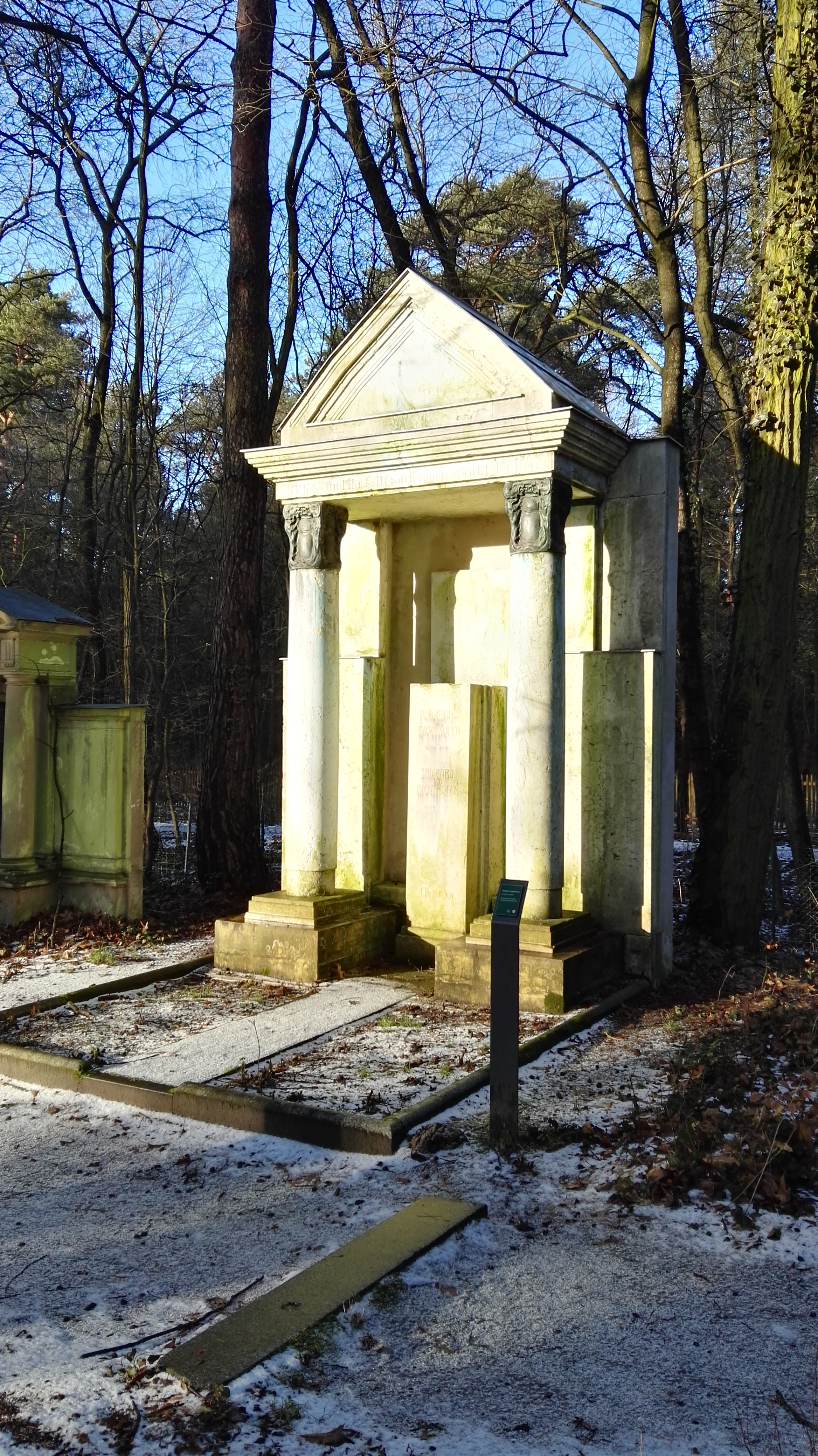
Grabstätte auf dem Südwestkirchhof Stahnsdorf

Ferdinand von Richthofen starb 1905 im Alter von 72 Jahren in Charlottenburg und wurde auf dem Alten St.-Matthäus-Kirchhof in Schöneberg beigesetzt. Im Zuge der von den Nationalsozialisten 1938/1939 durchgeführten Einebnungen auf dem Friedhof wurden Richthofens sterbliche Überreste auf den Südwestkirchhof Stahnsdorf bei Berlin umgebettet. Das dortige Grabmal wurde im Jahr 2007 restauriert. Es befindet sich im Block Alte Umbettung, Abteilung C, Erbbegräbnis 127.n.
Ein Splitternachlass von Richthofens befindet sich im Archiv für Geographie des Leibniz-Instituts für Länderkunde in Leipzig.

## Ehrungen
Nach ihm ist die Pflanzengattung Richthofenia Hosseus aus der Familie der Rafflesiaceae benannt.

## Werke
- China. Ergebnisse eigener Reisen und darauf gegründeter Studien. 5 Bände mit Atlas:

- Band 1: Einleitender Theil. Dietrich Reimer, Berlin 1877. (Digitalisat: )
- Band 2: Das nördliche China. Dietrich Reimer, Berlin 1882. (Digitalisat: )
- Band 3:  Das südliche China. Hrsg. v. Ernst Thiessen. Dietrich Reimer, Berlin 1912. (Digitalisat: )
- Band 4: Paläontologischer Theil. Dietrich Reimer, Berlin 1883. (Digitalisat: )
- Band 5: Abschliessende palaeontologische Bearbeitung. Hrsg. v. Fritz Frech. Dietrich Reimer, Berlin 1911. (Digitalisat: )
- Atlas, 1. Abteilung: Das nördliche China. Dietrich Reimer, Berlin 1885. (Digitalisat: )
- Atlas, 1. Abteilung: Das südliche China. Dietrich Reimer, Berlin 1885. (Digitalisat: )

- Führer für Forschungsreisende. 1886, Neudruck 1901. (Digitalisat: )
- Geomorphologische Studien aus Ostasien (4 Hefte, 1901–1903)
- Schantung und seine Eingangspforte Kiautschou. Dietrich Reimer, Berlin 1898. (Digitalisat: )
- Tagebücher aus China. Hrsg. v. Ernst Thiessen. Dietrich Reimer, Berlin 1907. (Digitalisate: Band 1, Band 2)
- Vorlesungen über allgemeine Siedlungs- und Verkehrsgeographie. Hrsg. v. Otto Schlüter. Dietrich Reimer, Berlin 1908. (Digitalisat: )